# Xiuladora de Biak
La xiuladora de Biak (Pachycephala melanorhyncha) és un ocell de la família dels paquicefàlids (Pachycephalidae).

## Hàbitat i distribució
Habita els boscos de l'illa de Biak, prop del nord-oest de Nova Guinea.

## Taxonomia
Ubicada per molts autors dins l'espècie Colluricincla megarhyncha, ha estat modernament classificada com una espècie de ple dret dins el gènere Pachycephala, arran els treballs de Marti et al. 2018.